# Don Juan De Marco - Maestro d'amore
Don Juan De Marco - Maestro d'amore (Don Juan De Marco) è un film del 1995 diretto da Jeremy Leven, con Marlon Brando, Johnny Depp e Faye Dunaway: il personaggio principale è liberamente ispirato al protagonista del poema Don Juan di George Gordon Byron.
Il film si è rivelato un successo commerciale. Costato 25 milioni di dollari, il film ne ha incassati 70 milioni nel mondo.

## Trama
Dopo aver sedotto con la sua corte irresistibile una donna in attesa del fidanzato al ristorante, John Arnold De Marco, un giovane che si crede Don Juan, decide di suicidarsi. Lo salva lo psichiatra Jack Mickler, spacciandosi per il nobile Don Octavio. Interessatosi al caso, riesce a sottrarlo ai farmaci per studiare la sua mitomania: il giovane racconta di essere nato in Messico, da padre di origini italiane, e di aver avuto la prima esperienza con la giovane istitutrice Doña Julia, il cui marito ha sfidato a duello ed ha ucciso il padre di Juan, mentre la madre si è ritirata in convento.
Contagiato dall'ardore vitale del giovane, l'anziano e pingue psichiatra sembra trovare nuovi stimoli nel rapporto con la moglie Marilyn. Ma la nonna del giovane smonta la sua fantasiosa storia: il padre, un ballerino, è morto in un incidente d'automobile e la madre per la disperazione si è ritirata in un convento in Messico. Juan ribatte che la nonna è pazza, e narra a Jack di quando fu amante della sultana Gulbeyaz nell'harem di un emiro, introducendosi nel serraglio in abiti muliebri.
Frattanto il collegio medico insiste perché Juan sia sottoposto a terapia farmacologica, anche perché il giudice deve stabilire se rinchiudere o meno il giovane in una casa di cura. Ad aumentare le perplessità di Jack arriva dal Messico la madre del giovane, che è effettivamente una suora. Juan riprende il suo "racconto": naufragato sull'isola di Eros, ha trovato l'amore della sua vita, Doña Ana, ma alla rivelazione delle sue innumerevoli amanti costei lo ha abbandonato per sempre ed egli ha così deciso di uccidersi.
Davanti al giudice emerge però un'altra verità: la madre si è fatta suora dopo la morte del marito, cui era infedele, rinchiudendosi in convento in Messico. Juan viene dimesso, ma Jack, ormai completamente affascinato e con un rapporto matrimoniale ristabilito, lo porta con sé in un'isola che sembra stranamente quella dei racconti del suo ex paziente.

## Produzione

### Cast
Johnny Depp ha acconsentito a partecipare al film a condizione che Marlon Brando recitasse nella parte dello psichiatra.

## Premi e riconoscimenti
- Candidatura Oscar alla miglior canzone per Have You Ever Really Loved a Woman?, musica e testo di Michael Kamen, Bryan Adams e Robert John Lange
- ASCAP Film and Television Music Awards a Bryan Adams, Robert John Lange e a Michael Kamen per la canzone Have You Ever Really Loved a Woman?.
- BMI Film & TV Award a Michael Kamen per la canzone "Have You Ever Really Loved a Woman?".
- London Critics Circle Film Awards a Johnny Depp come "Attore dell'anno".